# Jagdgeschwader 142
A Jagdgeschwader 142 foi uma asa de caças da Luftwaffe, durante a Alemanha Nazi. Formada no dia 1 de novembro de 1938 em Dortmund, a partir do Stab/JG 134, foi extinta dois meses mais tarde e para formar o Stab/ZG 142.

## Comandantes
- Oberst Kurt-Bertram von Döring, 1 de novembro de 1938 - 1 de janeiro de 1939